# Cactosoma abyssorum
Cactosoma abyssorum is een zeeanemonensoort uit de familie Halcampidae.
Cactosoma abyssorum is voor het eerst wetenschappelijk beschreven door Danielssen in 1890.